# Ceraunius Fossae
Las Ceraunius Fossae son un conjunto de fracturas en la región norte de Tharsis de Marte. Se encuentran directamente al sur del gran volcán Alba Mons y consisten en numerosas fallas paralelas y grietas de tensión que deforman la antigua corteza montañosa. En algunos lugares, flujos de lava más jóvenes cubren el terreno fracturado, dividiéndolo en varios parches grandes o islas. Se encuentran en el cuadrángulo de Tharsis.
Las fallas son principalmente graben estrechos, orientados de norte a sur. Graben (el nombre es tanto singular como plural) son canales largos y angostos limitados por dos fallas normales que miran hacia adentro y que encierran un bloque de corteza fallado hacia abajo. Los fosas en Ceraunius Fossae suelen tener varios kilómetros de ancho, entre 100 y un poco más de 1000 m de profundidad, y muy poco espaciados, lo que le da al terreno una topografía accidentada de crestas y surcos. Muchos de los fosas tienen cientos de kilómetros de largo y tienen paredes con segmentos festoneados complejos. Algunos contienen cadenas de cráteres de pozo(catenas) en sus fondos, lo que sugiere la presencia de grietas de tensión profundas en las que se ha drenado el material de la superficie.

## Galería

Mapa del cuadrilátero de Tharsis con las principales características indicadas. Las Ceraunius Fossae están en la parte superior derecha.
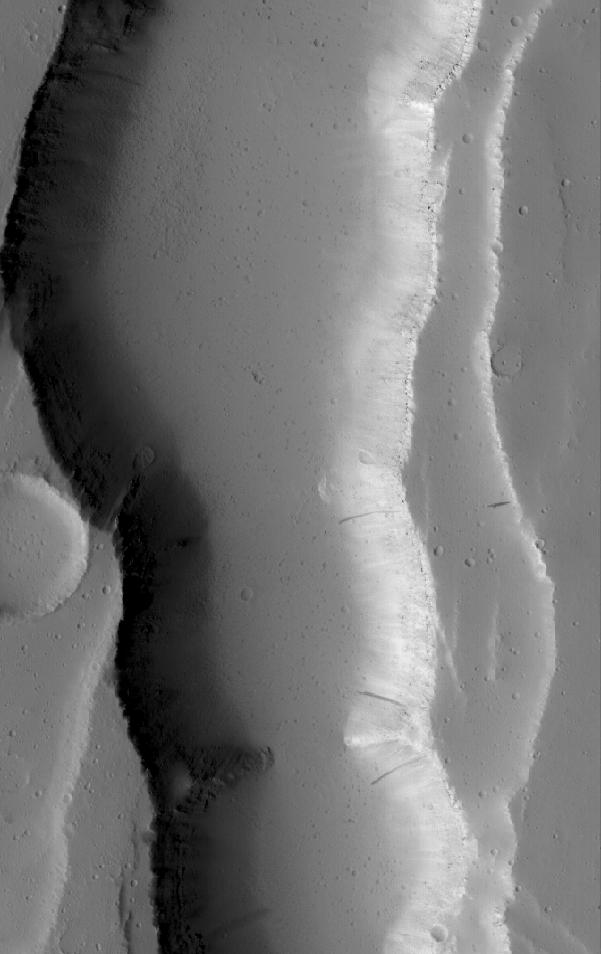
Graben en Ceraunius Fossae, visto por Mars Global Surveyor MOC. Tenga en cuenta las rayas oscuras de la pendiente.
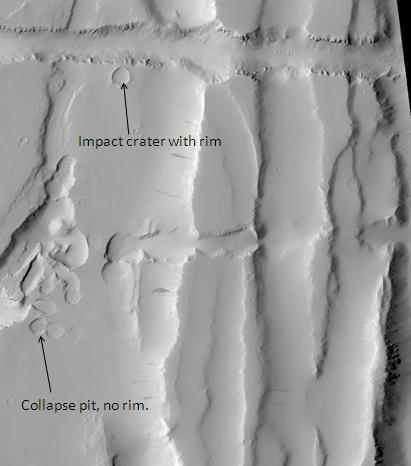
El Ceraunius Fossae, visto por HiRISE.
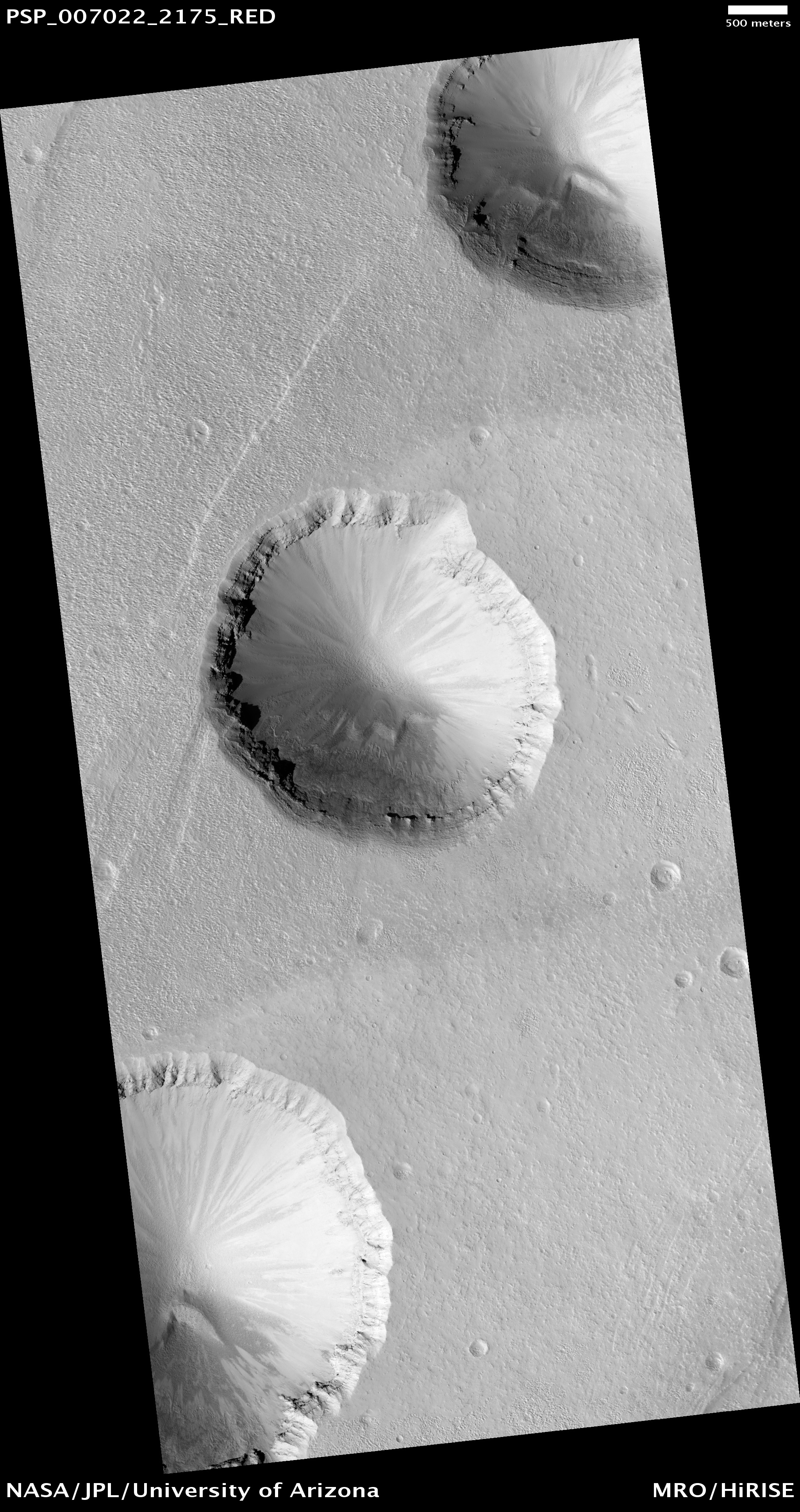
Cadena de cráteres de pozo en la Cadena Ceraunius, vista por HiRISE .